# Agabus turcmenus
Agabus turcmenus är en skalbaggsart som beskrevs av Guignot 1957. Agabus turcmenus ingår i släktet Agabus och familjen dykare. Inga underarter finns listade i Catalogue of Life.